# Scalpation
Pour les articles homonymes, voir Scalp.

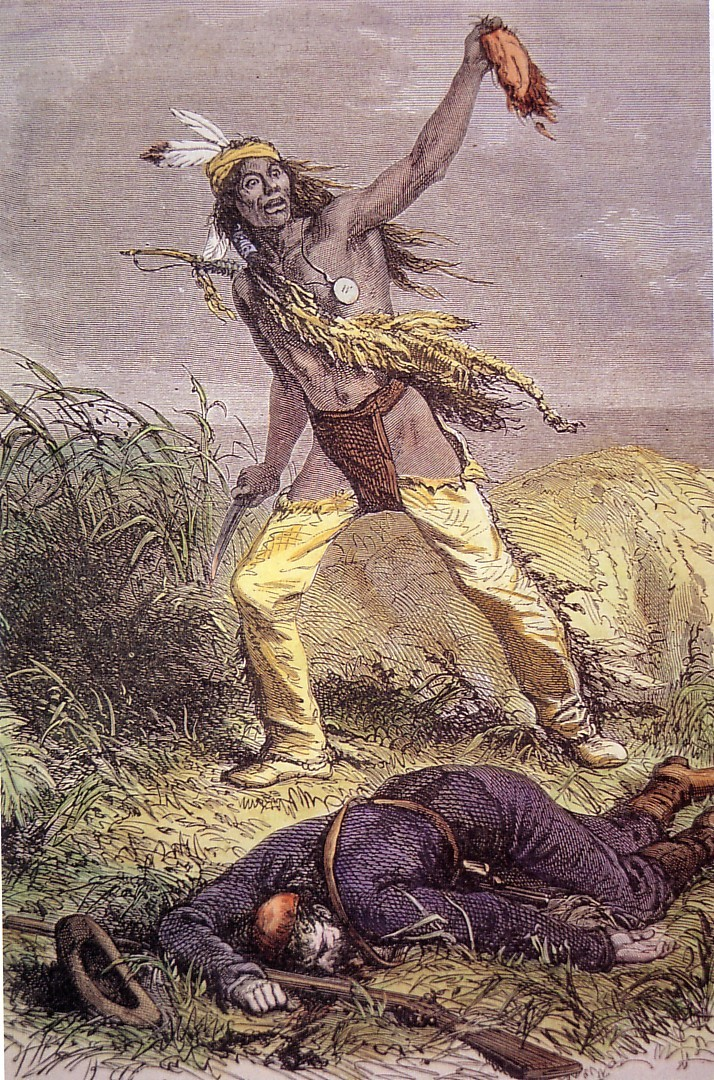
Gravure représentant un guerrier apache venant de scalper un soldat américain.

La scalpation est une pratique guerrière qui consiste à arracher tout ou partie du cuir chevelu (« scalp » en anglais) d'un adversaire, le plus souvent mort,.
Elle a existé chez de nombreux peuples tant de l'ancien monde que du nouveau monde. Elle se pratiquait entre autres chez les Amérindiens et les Scythes.
Sa finalité est religieuse ou spirituelle dans les religions animistes amérindiennes.
En effet, le « Grand Mystère  » (entité cosmologique) emmène le mort au paradis (« les Prairies éternelles »), en le tirant par la chevelure. Le scalp est ainsi conservé comme trophée de guerre pour témoigner du nombre d'adversaires vaincus qui n'iront pas au paradis, conférant à son propriétaire une aura de puissant guerrier aux pouvoirs surnaturels, puisque même sur terre, ses actions ont un poids sur le devenir céleste de son ennemi, le condamnant ainsi à l'errance.
Dans l'imaginaire occidental, la scalpation est avant tout associée aux Amérindiens, notamment lors de la Conquête de l'Ouest, mais elle a été aussi pratiquée dans d'autres contextes, comme dans l'Antiquité ou encore le Moyen Âge[réf. nécessaire] en Europe.
La scalpation fut aussi utilisée par les colons chrétiens sur la population nord-amérindienne, colons chrétiens qui faisaient de la sorte des trophées de chasse avec le scalp des civils et guerriers indiens tués, ou payaient pour des scalps réalisés sur des Amérindiens (elle ne fut donc pas une pratique exclusivement indigène lors de la colonisation européenne de l'Amérique du Nord).

## Terminologie

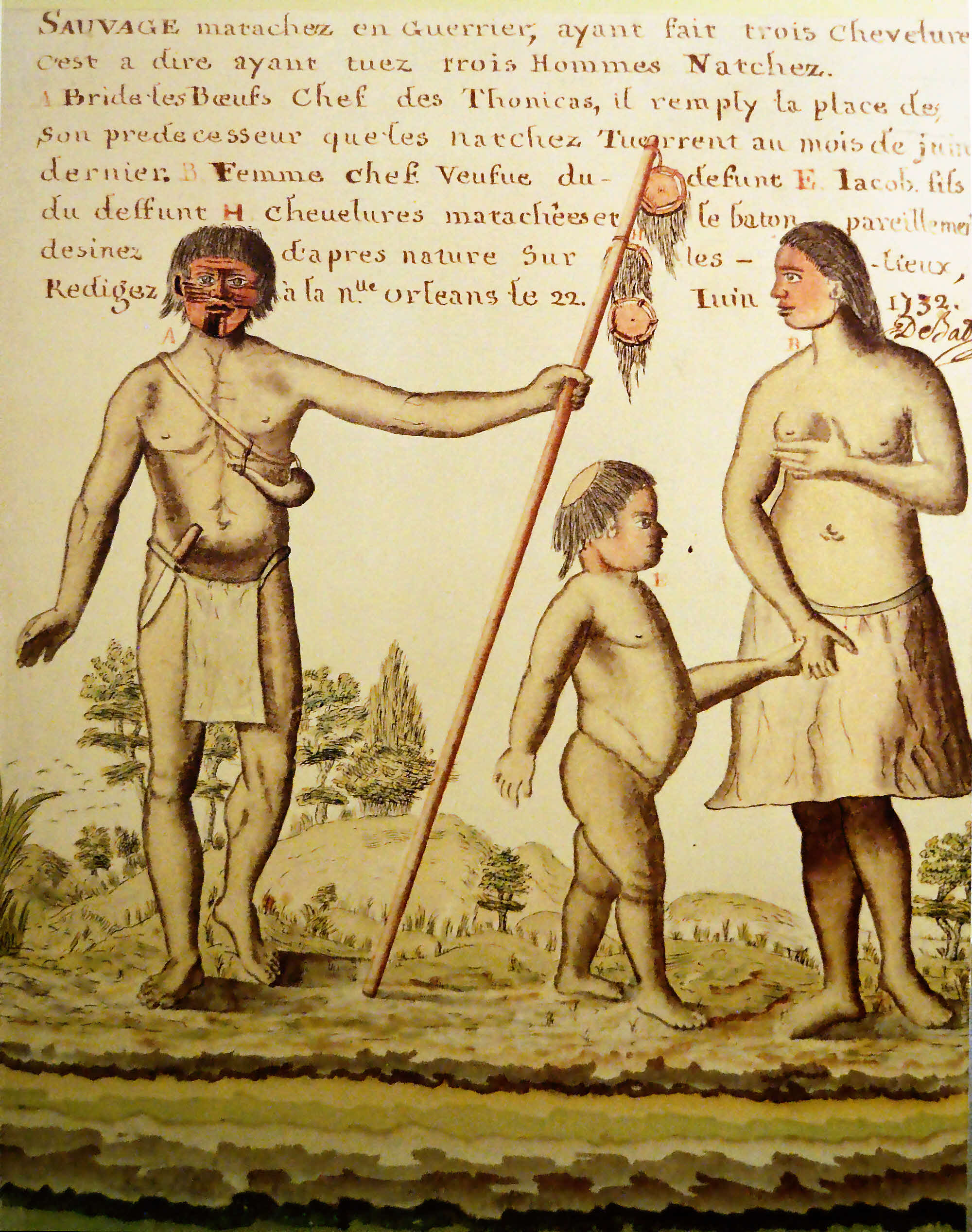
Amérindien maquillé en guerrier, ayant scalpé trois hommes de la tribu des Natchez.

« Sauvage matachez en Guerrier, ayant fait trois chevelures, c'est-à-dire ayant tuez trois hommes Natchez »
— Alexandre de Batz, 1732
« Le vocabulaire utilisé par ces hommes pour décrire le cuir chevelu arraché demeura pendant longtemps irrésolu : « teste », « peau de la teste », « peau écorchée », « peau corroyée », « perruque », « peau couverte de ses cheveux et moustaches », et finalement « chevelure ». L’expression « lever une chevelure », ou un peu plus rarement « enlever », « arracher » ou « faire » une chevelure, se généralisa dès la fin du XVIIe siècle pour décrire l’opération. Le mot « scalp » et le verbe « scalper » n’existaient pas sous le Régime français et n’apparurent pour la première fois, empruntés à l’anglais, qu’en 1769. »
— Jean-François Lozier, Département d’histoire, Université d’Ottawa

## Premières descriptions: chez les Scythes
L'historien grec Hérodote est le premier à décrire la scalpation, qui serait selon lui une pratique des guerriers scythes :

« Quant à la guerre, voici les usages qu'ils observent. Un Scythe boit du sang du premier homme qu'il renverse, coupe la tête à tous ceux qu'il tue dans les combats, et la porte au roi. Quand il lui a présenté la tête d'un ennemi, il a part à tout le butin ; sans cela, il en sera privé. Pour écorcher une tête, le Scythe fait d'abord une incision à l'entour, vers les oreilles, et, la prenant par le haut, il en arrache la peau en la secouant. Il pétrit ensuite cette peau entre ses mains, après en avoir enlevé toute la chair avec une côte de bœuf ; et, quand il l'a bien amollie, il s'en sert comme d'une serviette. Il la suspend à la bride du cheval qu'il monte, et s'en fait honneur : car plus un Scythe peut avoir de ces sortes de serviettes, plus il est estimé vaillant et courageux. Il s'en trouve beaucoup qui cousent ensemble des peaux humaines, comme des capes de berger, et qui s'en font des vêtements […] »

— Hérodote, Histoires, livre 4, chapitre 64

## En Amérique

### Avant l'arrivée des Européens
« Mémorialistes et historiens, imprégnés d’une éthique militaire occidentale, y virent pendant longtemps une preuve du caractère cruel et barbare des Premières nations. Par la suite, on diffusa l’idée que cette pratique avait été enseignée à ces peuples par les Européens. Si ces croyances erronées survivent toujours dans l’esprit populaire, nul doute ne subsiste au sein de la communauté universitaire quant aux origines précolombiennes du scalp. »

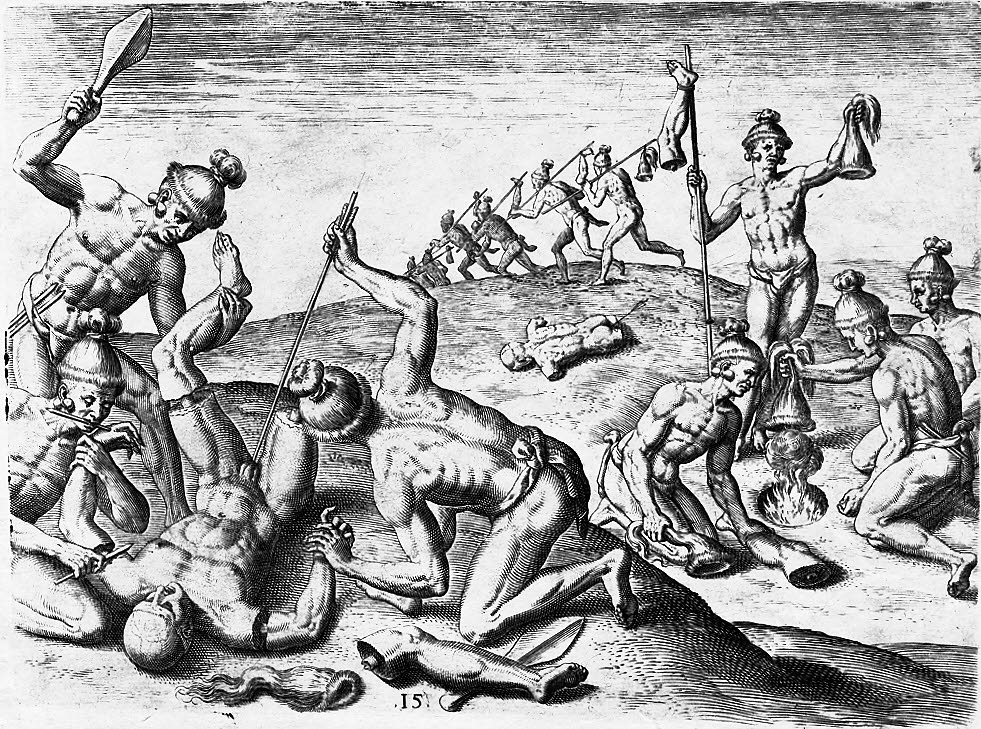
Quinzième planche gravée par Théodore de Bry d'après les dessins de Le Moyne qui représente la scalpation, le séchage du scalp et son port comme ornement (1591).

La scalpation était pratiquée par les Amérindiens bien avant l'arrivée des Européens comme en témoignent les récits de certains explorateurs qui ont vraisemblablement observé la culture des peuples de la côte Est de l'Amérique du Nord telle qu'elle pouvait être avant tout contact extérieur.
Ainsi, l'explorateur français Jacques Cartier rapporte le témoignage suivant : alors qu'il remonte en 1535 le fleuve Saint-Laurent vers le site actuel de Québec, des Stadaconéens lui montrent « les scalps de cinq Indiens étendus sur des cerceaux comme du parchemin ».
La scalpation était entourée d'un rituel chez les peuples amérindiens qui la pratiquaient. Ainsi le guerrier émettait certains cris au moment de scalper son adversaire puis au moment de présenter le scalp à sa communauté, au retour du combat. Le scalp faisait alors l'objet de soins pour être conservé et mis en valeur le plus longtemps possible. Il était aussi l'objet de danses particulières avant d'être publiquement exposé, en tant que trophée de guerre, sur les canoës, les cabanes et les palissades.
La première représentation de la scalpation chez les Amérindiens provient des gravures réalisées par Théodore de Bry en 1591 à partir des dessins de Jacques Le Moyne d'après des observations en Floride en 1564-1565.
Outre les témoignages littéraires et artistiques, l'archéologie atteste également de la pratique de la scalpation avant l'arrivée des Européens. Dans le sud-est des actuels États-Unis ainsi que le long des fleuves Mississippi et Missouri, les archéologues ont notamment retrouvé des crânes de victimes qui ont été scalpées vivantes : la cicatrisation partielle du crâne a laissé une trace circulaire qui est la signature distinctive de la scalpation. À propos des Amérindiens du sud-est des États-Unis, les anthropologues Douglas Owsley et Hugh Berryman émettent l'hypothèse que le scalp symbolisait l'âme de l'individu. Dans ce système de représentation, « la scalpation mettait dangereusement en cause l'accès de la victime à la vie éternelle, à moins qu'elle ne soit vengée par des amis ou des proches ».

### En Nouvelle-France

#### Au Canada
Dans la première moitié du XVIIe siècle, les Hurons et les Iroquois se font souvent la guerre. Les Hurons désignent par « onantsira » le trophée guerrier composé de la peau de la tête avec ses cheveux. La colonie du Canada n'est jamais bien rassurée, car la violence entre Hurons et Iroquois (ainsi qu'entre ces derniers et les colons) sont fréquentes.

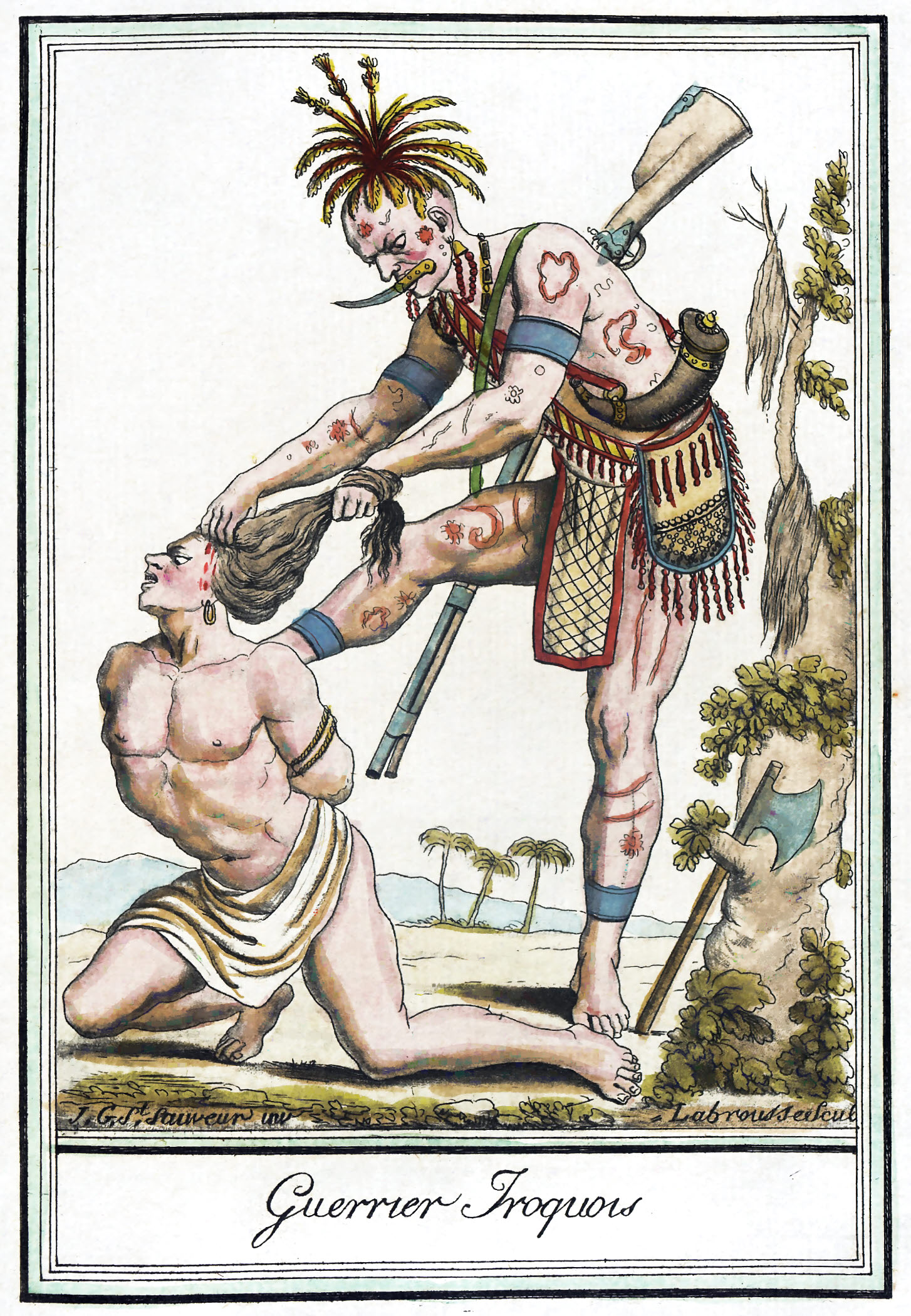
Guerrier iroquois, par Jacques Grasset de Saint-Sauveur.

En 1703, un métis appelé Dubosc, né d'une mère française et d'un père métis, avait été fait prisonnier par dix Iroquois, et attendait avec crainte le moment où il serait brûlé vif. Il avait été capturé à Orange où dix de ses compagnons avaient été tués dans un combat contre les Mohicans et les Mohawks. Dans un revirement de situation, c'est lui qui réussit à vaincre les Iroquois qui le détiennent : il resta sobre pendant que les autres s'enivraient, et tua les hommes lorsqu'ils furent endormis, tout en épargnant les deux femmes iroquoises. Il rapporta les chevelures des huit guerriers au Gouverneur Callières qui les paya 240 livres, à raison de trente livres par chevelure. Le récit de Dubosc décrit ainsi la méthode de scalpation : 
« ...Il est bon, mon cher frère, que tu apprennes que, quand ces gens-là ont tué quelqu'un sur la place, ils en apportent toujours la preuve, qui est, selon eux, un trophée qui prouve au juste leur valeur et leur courage ; cette indigne marque est la chevelure humaine qu'ils enlèvent aussi facilement de dessus la teste d'un mortel, qu'on peut faire la peau d'un lapin. Ils coupent la peau de la teste jusqu'à l'os en commençant au milieu du front, en tournant la main par derrière l'oreille en suivant de mesme jusqu'à l'endroit où ils ont commencé, et après quelqu'effort de main pour commencer à découvrir le crâne, ils posent la teste à la renverse sur leurs genoux, et sans quitter cette peau, elle vient aussi facilement qu'un gand qu'on veut tirer de la main ; après quoy, ils la cousent autour d'un petit cercle d'ozier, la préparent et la passent du costé où il n'y a point de cheveux, tout aussi facilement qu'ils font d'une autre peau de quelqu'animal, et pour finir cet horrible chef-d'œuvre de cruauté, ils les peignent ensuite avec du vermillon, et étant attachées à des cercles d'ozier, comme je viens de le dire, ils les mettent au bout d'une grande baguette de dix à douze pieds de haut. »

#### En Louisiane
Sous le gouverneur Bienville, le marquis de Beauharnois écrit que des Pianguichias ont vaincu des Chicachas, en ramènent dix comme esclaves, et rapportent deux scalps d'hommes et un de femme ; que les Chactas ont levé les scalps de 295 hommes sans compter les esclaves ; et que plusieurs nations sont parties pour les attaquer.
Durant dix années, de 1743 à 1753, Pierre de Rigaud de Vaudreuil de Cavagnial est gouverneur de la Louisiane, où de nombreux conflits finissent par des « chevelures levées ». L'historien Guy Frégault en relate plusieurs dans Le Grand Marquis - Pierre de Rigaud de Vaudreuil et la Louisiane.
De nombreuses sources relatent des cas de scalpation. Par exemple, lorsque des Chactas se révoltent en 1748, des rebelles attaquent les Français près de Natchez et de l'établissement, en tuant quatre. En avril 1750, des Chactas restés fidèles, encouragé par les Français, se vengent en exterminant les révoltés. Ils apportent à Mobile cent trente chevelures des rebelles.

### Durant la guerre de la Conquête

#### Douville tué lors d'une escarmouche avec des Virginiens
En 1756, la tension monte: on vit le prélude à la Guerre de Sept Ans dans les colonies britanniques et françaises. Les Nouvelles en Canada, 1756, tracent les grandes lignes des événements qui ont précédé les derniers jours de Douville, une enseigne en second. Il part avec un détachement de cinquante Amérindiens, accomplir une mission; il porte sur lui les instructions écrites reçues du commandant du fort Duquesne, Jean-Daniel Dumas. Douville rencontre une patrouille de Virginiens qui le tuent et le scalpent. Les Amérindiens qui l'accompagnaient se dispersent. George Washington écrit à Robert Dinwiddie, Gouverneur de la Virginie, pour l'en informer ; il plaide pour que le groupe, dirigé par un certain Paris, soit récompensé, bien que le scalp ne soit pas celui d'un Amérindien.
« I hope, although it is not an Indians, they will meet with an adequate reward, at least, as the Monsieurs is of much more consequence. »

#### À la fin de la guerre
Au début du siège de Québec en 1759, le général James Wolfe fit apposer une pancarte pour les Canadiens. Il y rappelait que « actes de barbarie sans exemple exercés par les Français sur nos colonies d’Amérique pourraient justifier la plus dure revanche de l’armée sous mes ordres ». La menace se réalisa par l'incendie des deux rives du fleuve Saint-Laurent et la mise à mort des prisonniers canadiens et amérindiens par scalpation.

### Aux États-Unis

#### Buffalo Bill

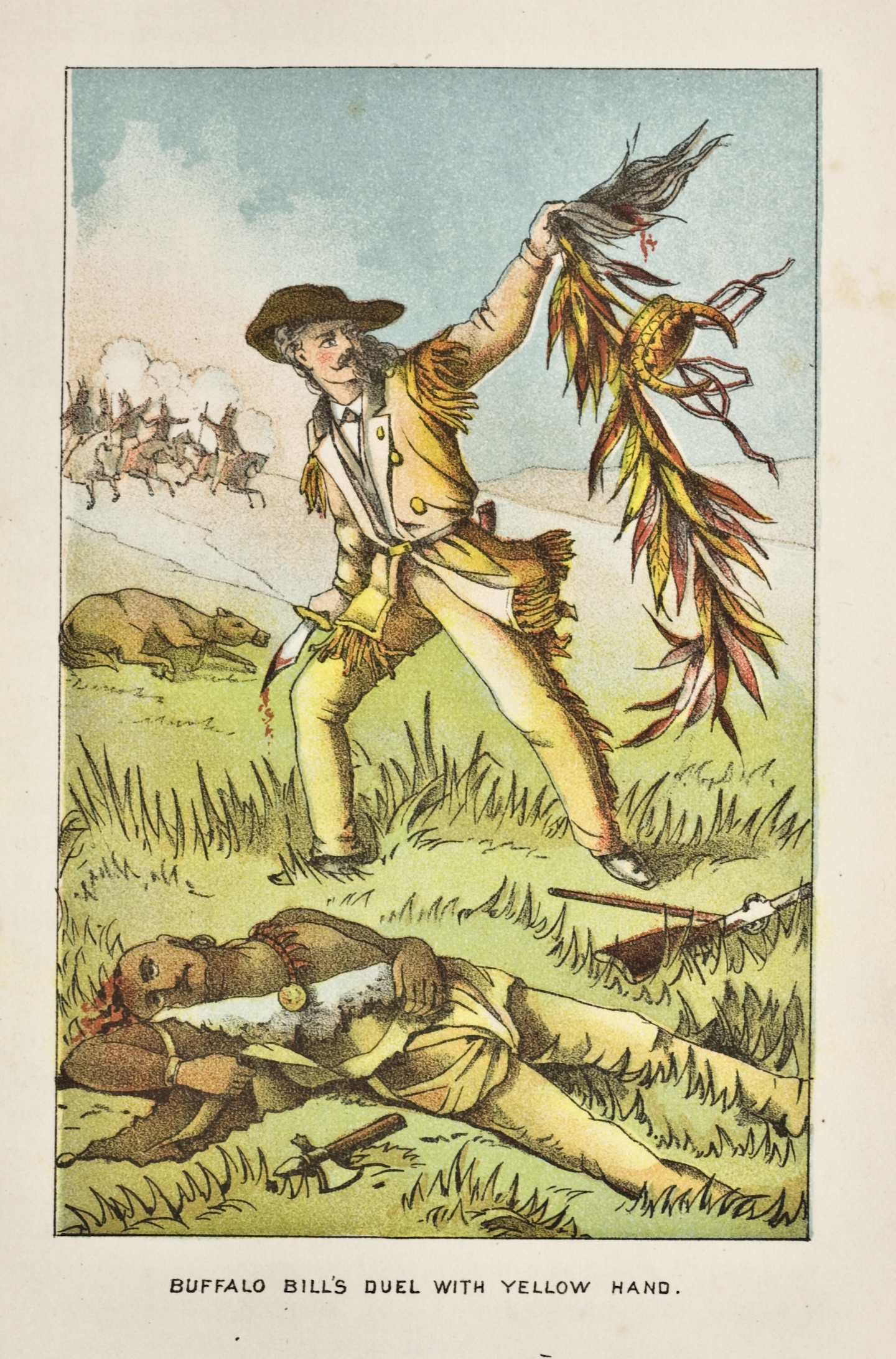
Le duel de Buffalo Bill avec le chef cheyenne Yellow Hair (aussi désigné comme Yellow Hand), 1881. Publié dans Heroes of the Plains, or, Lives and Wonderful Adventures of Wild Bill, Buffalo Bill ... and Other Celebrated Indian Fighters ... Including a True and Thrilling History of Gen. Custer's Famous "Last Fight"

William F. Cody (1846-1917), portant sur scène le nom de Buffalo Bill, en est venu à incarner l'esprit de l'Ouest pour des millions de gens, et à créer de la vie des pionniers un mythe national qui perdure encore aujourd'hui.
Éclaireur dans l'Armée de l'Union durant la guerre de Sécession, au sein du septième régiment de cavalerie volontaire du Kansas, il prend part à plusieurs campagnes contre les Kiowas et les Comanches. En 1867, il devient chasseur de bisons pour nourrir les travailleurs du chemin de fer. À partir de 1868 il devient chef des Éclaireurs du cinquième régiment de cavalerie , et participe à 16 batailles.
À partir de 1869, l'auteur Ned Buntline (en) crée un Buffalo Bill qui rivalise avec Davy Crockett, Daniel Boone et Kit Carson dans l'imagination populaire, et qui était, comme eux, un mélange de faits incroyables et de fiction romanesque. En 1872 Buntline le persuade de prendre ce rôle sur scène dans le premier rôle dans sa pièce, Les éclaireurs des plaines.
Il devient ainsi acteur pendant onze saisons, mais aussi auteur. En 1876, on le rappelle comme éclaireur de l'Armée dans la campagne qui suivit la défaite de Custer à Little Bighorn. À Warbonnet Creek, Cody rajoute un chapitre à sa légende dans un « duel » avec le chef cheyenne Yellow Hair, qu'il a soi-disant abattu avec un fusil, puis poignardé au cœur et enfin scalpé « en environ cinq secondes », selon son propre récit. Peu importe ce qui s'est réellement passé, Cody a brodé un mélodrame autour de cet événement — « Premier scalp de Buffalo Bill pour Custer » — pour la saison théâtrale d'automne ; pendant des années, il exhibe ce scalp et le bonnet du guerrier dans son spectacle ambulant Wild West.

### Primes en Amérique

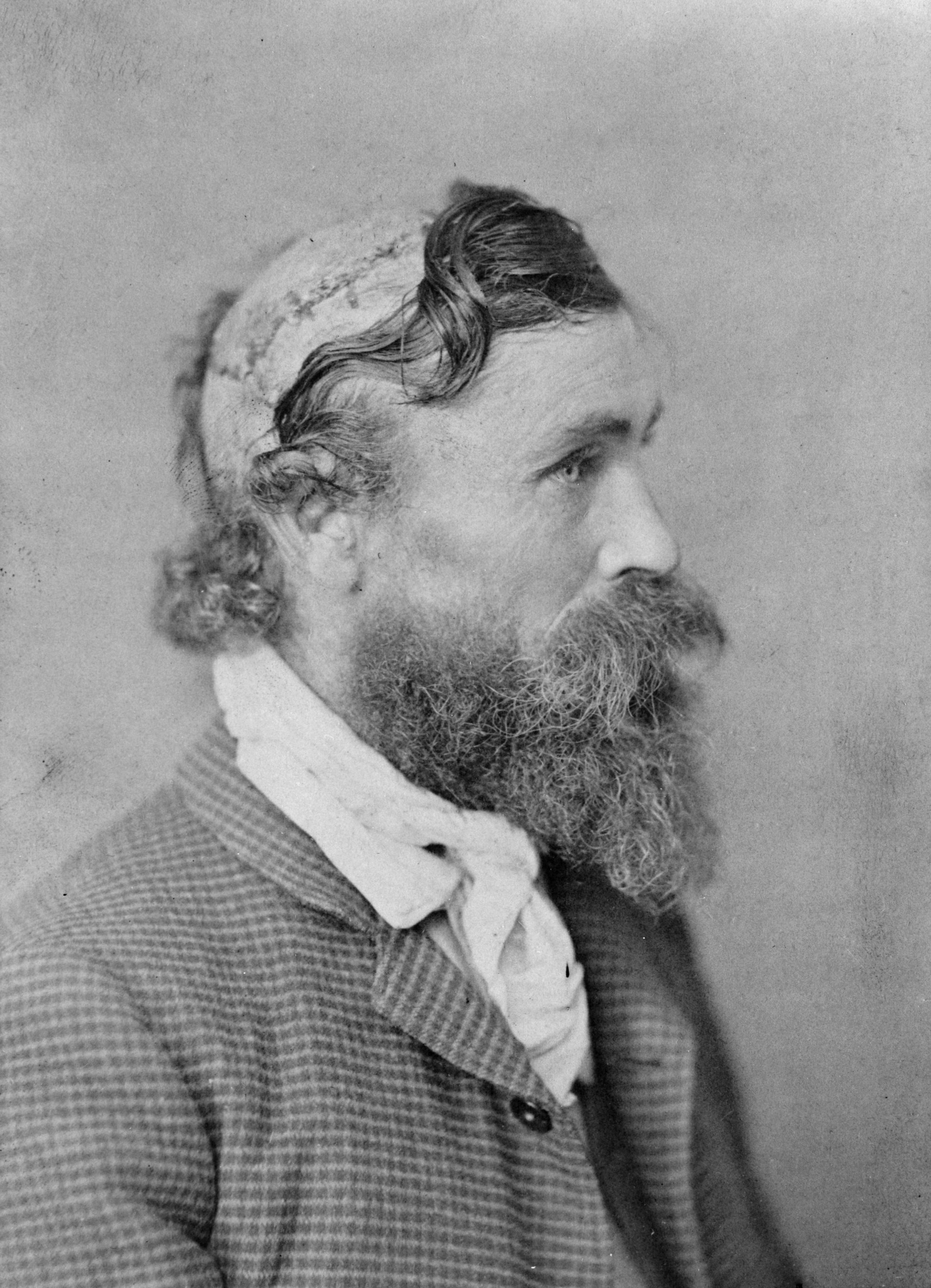
Robert McGee adulte, scalpé par le chef Sioux Petite Tortue en 1864 lorsqu'il était enfant.

Si la scalpation a bien été pratiquée par certains peuples amérindiens avant l'arrivée des Européens, Français et Anglais ont toutefois périodiquement favorisé la scalpation en offrant des primes ou d'autres récompenses économiques en échange des scalps d'adversaires européens ou amérindiens,.
Selon Roxanne Dunbar-Ortiz, la scalpation européenne serait principalement une pratique des Écossais-Irlandais (Scotch-Irish Americans (en)), utilisés comme avant-garde de la colonisation des terres, comme ils l'avaient été en Irlande lors de la reconquête de l'Irlande par les Tudors, avec les plantations qui amenèrent la rébellion irlandaise de 1641.
Les premiers à avoir recours à des primes sont les colons de Nouvelle-Angleterre qui en 1637, au cours de la guerre des Pequots, offraient aux Amérindiens alliés une récompense pour chaque tête d'Amérindien hostile qui leur était rapportée comme preuve. Durant la guerre du Roi Philip qui débuta en 1675, les gouvernements du Connecticut et du Massachusetts ont encouragé les colons ainsi que leurs propres soldats à prendre des scalps d'Amérindiens en échange d'une prime. Ainsi, à cette époque, Hannah Duston qui fut emmenée en captivité par un groupe d'Abénaquis tua avec l'aide de deux autres captifs deux hommes, deux femmes et six enfants amérindiens, puis les scalpa pour obtenir une prime.
D'après certaines sources, en 1688, au début de la Première Guerre intercoloniale, les Français du Canada seraient les premiers à offrir aux Amérindiens des primes pour le scalp d'ennemis européens. S'appuyant sur le seul témoignage de Magsigpen, cet énoncé est contredit par la  correspondance officielle de l’administration Denonville. Les Français ne commencèrent vraisemblablement à verser de primes qu'à, « l’hiver de 1691 que le comte de Frontenac (qui avait remplacé Denonville deux ans plus tôt) promit dix écus à ses alliés autochtones pour chaque scalp qu’ils rapporteraient ».
En 1708, la Nouvelle-Angleterre convoite l'Acadie où Abénaquis et Français sont alliés : « C'est alors que les Anglais mirent à prix la chevelure des Abénaquis, à raison de 10, 20; 50 liv. sterling. »
À Denver, dans les années 1870, un scalp d'Indien valait 10 dollars. À Central City, ce prix atteignait 25 dollars, tandis qu'à Deadwood (Dakota du Sud), un scalp pouvait atteindre 200 dollars.

### Sources
- (en) James Axtell, « Who Invented Scalping? », American Heritage, vol. 28, no 3,‎ avril 1977 (lire en ligne)
- (en) James Axtell et William C. Sturtevant, « The Unkindest Cut, or Who Invented Scalping », The William and Mary Quarterly, 3e série, vol. 37, no 3,‎ juillet 1980, p. 451-472 (lire en ligne)
- (en) James Axtell, Natives and newcomers : the cultural origins of North America, New York, Oxford University Press, 2001, 418 p. (ISBN 978-0-19-513770-5, OCLC 223134209)
- (en) Anastasia M. Griffin, Georg Friederici's "Scalping and Similar Warfare Customs in America" with a critical introduction, 2008 (ISBN 978-0-549-56209-2, OCLC 432291600, lire en ligne)
- Jean-François Lozier, « Lever des chevelures en Nouvelle-France : la politique française du paiement des scalps », Revue d'histoire de l'Amérique française, vol. 56, no 4,‎ 2003, p. 513-542 (ISSN 0035-2357 et 1492-1383, lire en ligne)
- (en) Laurence French, Native American justice, Chicago, Burnham Inc., 2003, 244 p. (ISBN 978-0-8304-1575-5, OCLC 53972336, lire en ligne)
- René Thévenin et Paul Coze, Mœurs et histoire des Indiens d'Amérique du Nord, Paris, Payot, 2004, 387 p. (ISBN 978-2-228-89858-4, OCLC 492744658)
- (en) George Washington, « From George Washington to Robert Dinwiddie, 7 April 1756 », 7 avril 1756
- Hérodote, Histoires, livre IV, Chapitres 60-69, 445 av. J.-C. (lire en ligne)
- Roxanne Dunbar-Ortiz, Contre-histoire des États-Unis, Wildproject, coll. « Le Monde Qui Vient », 2018, 323 p. (ISBN 978-2-918490-68-5 et 2-918490-68-7)

### Sites
- « La protection des religions autochtones en droit américain », 1999 (consulté le 15 novembre 2018)
- « Une belle journée pour mourir », 1999 (consulté le 15 novembre 2018)
- « Scalping », 1999 (consulté le 15 novembre 2018)